# Enguerrand II. (Ponthieu)
Enguerrand II. († 25. Oktober 1053 bei Saint-Aubin-sur-Scie) war ein Graf von Ponthieu und Herr von Aumale. Er war der älteste Sohn des Grafen Hugo II. von Ponthieu und der Bertha von Aumale.
Enguerrand heiratete Adelheid († 1081/84), eine Tochter des Normannenherzogs Robert I. des Prächtigen. Dafür wurde er im Oktober 1049 auf dem Konzil zu Reims wegen einer zu nahen Verwandtenehe exkommuniziert, denn seine Schwester war bereits mit Graf Wilhelm von Arques verheiratet, der wiederum ein Onkel seiner Frau war. Aus der Ehe gingen zwei Kinder hervor:
- Adélaide, 1098 bezeugt
- Hélissende; ⚭ vor 1091 mit Graf Hugo II. von Saint-Pol

Nach dem Tod seines Vaters im November 1052 übernahm Enguerrand das Ponthieu. Im Bunde mit König Heinrich I. von Frankreich schloss er sich dem Aufstand des Wilhelm von Arques gegen seinen Schwager, Herzog Wilhelm II. (Wilhelm der Eroberer), an. Dabei wurde er am 25. Oktober 1053 in einem Gefecht bei Saint-Aubin-sur-Scie getötet, sein Bruder Guido I. folgte ihm als Graf nach.
Herzog Wilhelm konfiszierte Aumale nach dem Tod Enguerrands und gab es seiner verwitweten Schwester Adelheid als Grafschaft. Diese heiratete in zweiter Ehe den Grafen Lambert von Lens, der schon 1054 im Kampf fiel. Darauf heiratete Adelheid den Grafen Odo II. von Champagne († nach 1096).

## Einzelnachweis
1. ↑  J. D. Mansi: Sacrorum Conciliorum nova et amplissima collectio. Band XIX, Venedig 1774, S. 742